# Laura Weightman
Laura Weightman (ur. 1 lipca 1991 w Alnwick) – brytyjska lekkoatletka specjalizująca się w biegach średniodystansowych.
W 2012 awansowała do finału konkursu olimpijskiego biegu na 1500 metrów w Londynie.
Rok później wystartowała na mistrzostwach świata w Moskwie, jednakże odpadła w eliminacjach.
W 2014 zdobyła srebrny medal na Igrzyskach Wspólnoty Narodów w Glasgow oraz brązowy podczas mistrzostw Starego Kontynentu w Zurychu.
W 2015 roku awansowała do półfinału biegu na tym samym dystansie podczas światowego czempionatu w Pekinie, jednakże w nim nie wystartowała.
Dwa lata później podczas kolejnej edycji mistrzostw świata w Londynie awansowała do finału biegu na 1500 metrów, w którym zajęła szóste miejsce.
Brązowa medalistka europejskiego czempionatu w Berlinie (2018).
Wielokrotna mistrzyni Wielkiej Brytanii na otwartym stadionie.

## Osiągnięcia
| Rok  | Impreza                                   | Miejsce        | Konkurencja         | Lokata      | Wynik    | Reprezentacja |
| ---- | ----------------------------------------- | -------------- | ------------------- | ----------- | -------- | ------------- |
| 2010 | Mistrzostwa świata juniorów               | Moncton        | bieg na 1500 metrów | 6. miejsce  | 4:14,31  | GBR           |
| 2012 | Igrzyska olimpijskie                      | Londyn         | bieg na 1500 metrów | 8. miejsce  | 4:15,60  | GBR           |
| 2013 | Superliga drużynowych mistrzostw Europy   | Gateshead      | bieg na 3000 metrów | 2. miejsce  | 9:03,11  | GBR           |
| 2013 | Mistrzostwa świata                        | Moskwa         | bieg na 1500 metrów | eliminacje  | 4:14,38  | GBR           |
| 2013 | Mistrzostwa Europy w biegach przełajowych | Belgrad        | bieg młodzieżowców  | 8. miejsce  | 20:28    | GBR           |
| 2014 | Igrzyska Wspólnoty Narodów                | Glasgow        | bieg na 1500 metrów | 2. miejsce  | 4:09,24  | ENG           |
| 2014 | Mistrzostwa Europy                        | Zurych         | bieg na 1500 metrów | 3. miejsce  | 4:06,32  | GBR           |
| 2015 | Mistrzostwa świata                        | Pekin          | bieg na 1500 metrów | –           | DNS      | GBR           |
| 2016 | Igrzyska olimpijskie                      | Rio de Janeiro | bieg na 1500 metrów | 11. miejsce | 4:14,95  | GBR           |
| 2017 | Mistrzostwa świata                        | Londyn         | bieg na 1500 metrów | 6. miejsce  | 4:04,11  | GBR           |
| 2018 | Igrzyska Wspólnoty Narodów                | Gold Coast     | bieg na 5000 metrów | 3. miejsce  | 15:25,84 | ENG           |
| 2018 | Mistrzostwa Europy                        | Berlin         | bieg na 1500 metrów | 3. miejsce  | 4:03,75  | GBR           |
| 2019 | Mistrzostwa świata                        | Doha           | bieg na 5000 metrów | 7. miejsce  | 14:44,57 | GBR           |

## Rekordy życiowe
- bieg na 800 metrów – 2:01,87 (2017)
- bieg na 1500 metrów – 4:00,09 (2020)
- bieg na milę – 4:17,60 (2019)
- bieg na 3000 metrów – 8:26,07 (2019) rekord Wielkiej Brytanii
- bieg na 5000 metrów – 14:35,44 (2020)